# 800 meter för herrar i friidrott vid olympiska sommarspelen 1996
800 meter för herrar vid olympiska sommarspelen 1996 i Atlanta avgjordes 28-31 augusti. 

## Medaljörer
| Gren      | Guld                  | Guld       | Silver                      | Silver  | Brons                 | Brons   |
| 800 meter | Vebjørn Rodal · Norge | 1.42,58 OR | Hezekiél Sepeng · Sydafrika | 1.42,74 | Fred Onyancha · Kenya | 1.42,79 |

## Resultat
- Q innebär avancemang utifrån placering i heatet.
- q innebär avancemang utifrån total placering.
- DNS innebär att personen inte startade.
- DNF innebär att personen inte fullföljde.
- DQ innebär diskvalificering.
- NR innebär nationellt rekord.
- OR innebär olympiskt rekord.
- WR innebär världsrekord.
- WJR innebär världsrekord för juniorer
- AR innebär världsdelsrekord (area record)
- PB innebär personligt rekord.
- SB innebär säsongsbästa.

### Slutliga resultat
| Placering | Namn idrottare         | Final      | Bana | Semi    | Försök  |
| --------- | ---------------------- | ---------- | ---- | ------- | ------- |
|           | Vebjørn Rodal (NOR)    | 1.42,58 OR | 1    | 1.43,96 | 1.45,30 |
|           | Hezekiél Sepeng (RSA)  | 1.42,74    | 6    | 1.45,16 | 1.45,45 |
|           | Fred Onyancha (KEN)    | 1.42,79    | 7    | 1.44,02 | 1.46,07 |
| 4.        | Norberto Téllez (CUB)  | 1.42,85    | 4    | 1.43,79 | 1.47,24 |
| 5.        | Nico Motchebon (GER)   | 1.43,91    | 8    | 1.45,40 | 1.45,82 |
| 6.        | David Kiptoo (KEN)     | 1.44,19    | 5    | 1.43,90 | 1.45,11 |
| 7.        | Johnny Gray (USA)      | 1.44,21    | 2    | 1.44,00 | 1.45.87 |
| 8.        | Benyounes Lahlou (MAR) | 1.45,52    | 3    | 1.43,99 | 1.45,85 |

### Icke-kvalificerade
| Placering | Namn idrottare               | Semi    | Försök  |
| --------- | ---------------------------- | ------- | ------- |
| —         | Arthémon Hatungimana (BDI)   | 1.44,92 | 1:47.10 |
| —         | Philip Kibitok (KEN)         | 1:45.58 | 1:45.34 |
| —         | André Bucher (SUI)           | 1:46.41 | 1:46.85 |
| —         | Giuseppe D'Urso (ITA)        | 1:46.97 | 1:45.27 |
| —         | Paul Byrne (AUS)             | 1:47.58 | 1:47.05 |
| —         | Bruno Konczylo (FRA)         | 1:48.02 | 1:46.04 |
| —         | Savieri Ngidhi (ZIM)         | 1:46.78 | 1:46.46 |
| —         | Curtis Robb (GBR)            | 1:47.48 | 1:45.85 |
| —         | Johan Botha (RSA)            | 1:48.06 | 1:45.63 |
| —         | José Luiz Barbosa (BRA)      | 1:50.33 | 1:46.58 |
| —         | Einārs Tupurītis (LAT)       | 1:46.41 | 1:45.88 |
| —         | David Matthews (IRL)         | 1:47.83 | 1:46.76 |
| —         | Jimmy Jean-Joseph (FRA)      | 1:48.50 | 1:45.64 |
| —         | Balázs Korányi (HUN)         | 1:50.30 | 1:46.63 |
| —         | Andrea Benvenuti (ITA)       | DNF     | 1:47.45 |
| —         | Joachim Dehmel (GER)         | DNQ     | 1:47.12 |
| —         | Joseph Rakotoarimanana (MAD) | DNQ     | 1:47.33 |
| —         | Tommy Asinga (SUR)           | DNQ     | 1:48.29 |
| —         | Adem Hecini (ALG)            | DNQ     | 1:47.23 |
| —         | Abdulrahman Abdulla (QAT)    | DNQ     | 1:48.52 |
| —         | Flavio Godoy (BRA)           | DNQ     | 1:48.91 |
| —         | Cherif Aidara (MTN)          | DNQ     | 1:56.20 |
| —         | Pavel Soukup (CZE)           | DNQ     | 1:47.67 |
| —         | Andrés Manuel Díaz (ESP)     | DNQ     | 1:47.86 |
| —         | Atle Douglas (NOR)           | DNQ     | 1:48.60 |
| —         | Cedric Harris (DMA)          | DNQ     | 1:51.46 |
| —         | Fernando Arlete (GBS)        | DNQ     | 2:00.07 |
| —         | Ibrahim Aden (SOM)           | DNQ     | 1:47.31 |
| —         | Charles Nkazamyampi (BDI)    | DNQ     | 1:47.95 |
| —         | Tavakalo Kailes (VAN)        | DNQ     | 1:55.07 |
| —         | Naseer Ismail (MDV)          | DNQ     | 1:58.70 |
| —         | Marius van Heerden (RSA)     | DNQ     | 1:47.46 |
| —         | David Strang (GBR)           | DNQ     | 1:47.96 |
| —         | Boris Kavesjnikov (KGZ)      | DNQ     | 1:48.88 |
| —         | José Parrilla (USA)          | DNQ     | 1:49.99 |
| —         | Yaya Terap Adoum (CHA)       | DNQ     | 1:52.68 |
| —         | Antonio Abrantes (POR)       | DNQ     | 1:47.73 |
| —         | Clive Terrelonge (JAM)       | DNQ     | 1:48.29 |
| —         | Themba Makhanya (SWZ)        | DNQ     | 1:59.02 |
| —         | Andrea Giocondi (ITA)        | DNQ     | 1:47.26 |
| —         | Brandon Rock (USA)           | DNQ     | 1:48.47 |
| —         | Jean Destine (HAI)           | DNQ     | 1:48.82 |
| —         | Saeed Basweidan (YEM)        | DNQ     | 1:49.35 |
| —         | Greg Rhymer (IVB)            | DNQ     | 1:50.03 |
| —         | Alex Morgan (JAM)            | DNQ     | 1:47.40 |
| —         | Mohamed Babiker (SUD)        | DNQ     | 1:48.50 |
| —         | Manlio Molinari (SMR)        | DNQ     | 1:56.08 |
| —         | Roberto Parra (ESP)          | DNQ     | DNS     |